# Абд ар-Рахман V
Абу Мутарриф Абд ар-Рахман V ибн Хишам аль-Мустазхир-биллах (араб. عبد الرحمن بن هشام المستظهر بالله‎) — халиф Кордовского халифата, правивший с декабря 1023 по январь 1024 года. Убит толпой. Один из последних омейядских халифов Кордовы.

## Биография
После смерти Аль-Мансура Кордовский халифат, раздираемый внутренними противоречиями и борьбой за власть, существенно ослабел. В 1018 году омейядский халиф Абд ар-Рахман IV был убит, а Аль-Касим аль-Мамун из династии Хаммудидов практически без сопротивления занял Кордову и провозгласил себя халифом. Впоследствии он был изгнан своим племянником Яхъей аль-Мутали, затем снова вернулся, и в 1023 году был изгнан окончательно. Тогда брат ранее убитого халифа Мухаммада II сумел захватить власть под именем Абд ар-Рахмана V. При этом были проигнорированы два его соперника.
Абд ар-Рахман V назначил на один из государственных постов учёного Ибн Хазма.
Абд ар-Рахман V не обладал реальной властью и не контролировал ситуацию в государстве. При его правлении Аббадиды в Севилье отделились от Кордовы. Через семь недель правления он был свергнут и убит толпой, направляемой одним из его соперников. Все берберы в Кордове, поддержкой которых пользовался Абд ар-Рахман, были убиты. Новым халифом стал Мухаммад III.